# Roll On John
Roll On John è un brano musicale scritto ed interpretato dal cantautore statunitense Bob Dylan, contenuto nell'album Tempest del 2012.
La canzone è prodotta dallo stesso Dylan con lo pseudonimo Jack Frost.

## Il brano
Esiste una canzone folk tradizionale dal medesimo titolo che Dylan eseguì nel 1962 ma la traccia inclusa in Tempest è un tributo all'amico John Lennon con musica e testo originali opera di Dylan.

### Origine e composizione
Dylan e John Lennon si conobbero nel 1964 e i due si incrociarono diverse volte da allora e fino all'omicidio di Lennon nel 1980. Si ritiene, tuttavia, che la genesi specifica di Roll On John derivi da un tour in pullman fatto da Dylan nel 2009 presso la casa natale di Lennon a Liverpool. Dylan stesso menzionò la visita nel corso di un'intervista concessa a Rolling Stone nel 2012 per promuovere Tempest. Nella stessa intervista, Dylan ricordò anche di avere cominciato a provare il brano con la sua band durante dei soundcheck alla fine del 2011.
Nel loro libro Bob Dylan All the Songs: The Story Behind Every Track, gli autori Philippe Margotin e Jean-Michel Guesdon notarono che, dal punto di vista testuale, la canzone "ripercorre la favolosa evoluzione artistica dell'ex Beatle dai docks di Liverpool al quartiere a luci rosse di Amburgo".

### Accoglienza
Spectrum Culture incluse Roll On John nella lista delle "migliori 20 canzoni di Bob Dylan degli anni 2010 ed oltre". In un articolo annesso alla lista, il critico David Harris affermò che "Dylan guarda a Lennon più come a un mito che come a un uomo", facendo notare come "la canzone si tramuti selvaggiamente in una riflessione su Gesù, William Blake e la schiavitù".
Recensendo favorevolmente Tempest sulla rivista Rolling Stone, Will Hermes citò Roll On John come una delle due migliori canzoni sull'album.

## Riferimenti culturali
L'ultimo verso: «Tyger, tyger burning bright / I pray the Lord my soul to keep / In the forest of the night / Cover him over and let him sleep», è un riferimento alla celebre poesia The Tyger di William Blake del 1794.

## Esecuzioni dal vivo
Dylan ha eseguito in concerto la canzone soltanto in due occasioni, entrambe nel 2013: il 24 novembre all'Opera House Theatre di Blackpool e il 26 novembre alla Royal Albert Hall di Londra.